# Peter Higgs
Pour les articles homonymes, voir Higgs.
Peter Higgs (/ˈpiː.tə hɪɡz/), né le 29 mai 1929 à Newcastle upon Tyne (Angleterre du Nord-Est) et mort le 8 avril 2024 à Édimbourg (Écosse), est un physicien britannique. 
Titulaire d'une chaire de physique à l'université d'Édimbourg jusqu'en 1996 où il est nommé professeur émérite, il est titulaire du prix Nobel de physique, qui lui a été attribué en 2013 avec François Englert pour leur découverte au CERN du boson BEH ou boson de Higgs.

## Biographie
Peter Ware Higgs naît le 29 mai 1929 à Newcastle upon Tyne (Angleterre du Nord-Est). Il est le fils d’un ingénieur du son à la BBC et d’une mère femme au foyer. Il étudie au secondaire à Bristol dans un lycée ayant eu comme ancien élève Paul Dirac, un des pères de la mécanique quantique, ce qui l’inspira fortement dans son choix d’orientation universitaire. Il intègre le King's College de Londres en 1947 où il y consacre une thèse en physique, jusqu’en 1954, intitulé « Quelques problèmes dans la théorie des vibrations moléculaires ».
Par la suite, il intègre en octobre 1960 l’université d'Édimbourgen tant que professeur de physique, il est nommé professeur émérite de cette même université en 1996. 

### La découverte du boson scalaire massif

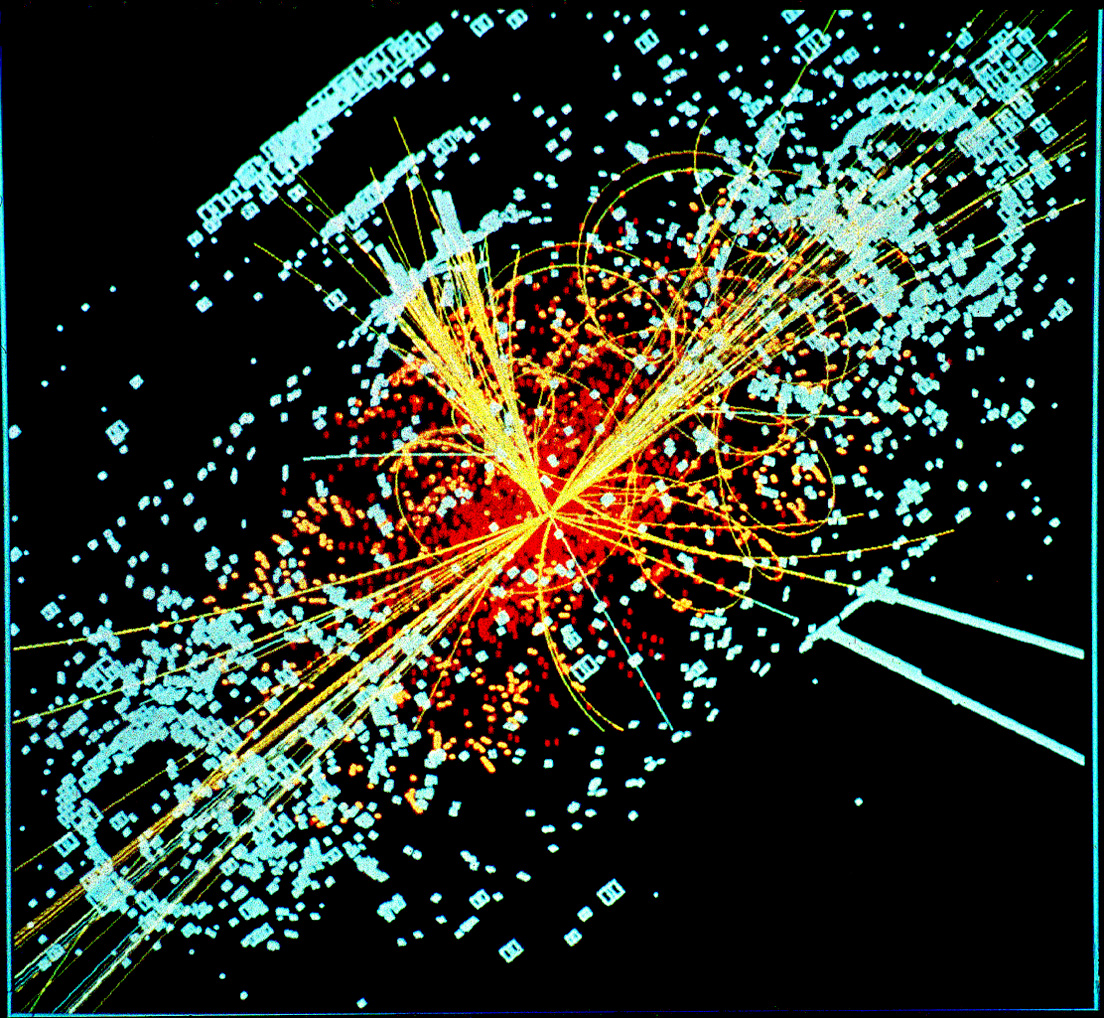
Modélisation d'une désintégration possible pour un boson de Higgs.

Peter Higgs est surtout connu pour avoir proposé, dans les années 1960 et simultanément à d'autres chercheurs, une rupture de symétrie dans la théorie des particules, concernant la force électrofaible, expliquant notamment l'origine de la masse des particules élémentaires, et plus particulièrement les bosons W et Z. Ce mécanisme, appelé mécanisme de Brout-Englert-Higgs-Hagen-Guralnik-Kibble, prédit l'existence d'une nouvelle particule, appelée par commodité le boson de Higgs, ou plus précisément le boson scalaire massif. C'est lui qui, dans un article de 1964, a noté que la théorie impliquait l'existence d'un boson. 
Le boson de Higgs a été finalement mis en évidence le 4 juillet 2012 par les physiciens du Grand collisionneur de hadrons (LHC) au CERN, grâce à deux expériences mobilisant près de 3 000 chercheurs d’une centaine de pays, et un manège à particules à 4,3 milliards d’euros. Avec un intervalle de confiance de 5 σ, le mécanisme de Higgs s’avère essentiel au modèle standard de la physique des particules, afin d'expliquer les phénomènes d'inertie et donc de masse. Le boson de Brout-Englert-Higgs a une masse d’environ 125 GeV/c2, environ 133 fois celle du proton.

## Honneurs et distinctions
Peter Higgs a reçu de nombreux prix, notamment le prix et la médaille Dirac, le prix Wolf de physique en 2004, le prix Sakurai en 2010 et le 8 octobre 2013, le prix Nobel de physique conjointement avec le Belge François Englert pour leurs travaux sur l'origine de la masse. Les médias ont tendance à ne retenir que son nom pour décrire le mécanisme (ou le boson associé) BEHHGK.
L'astéroïde (29470) Higgs est nommé en son nom.

#### Bases de données et dictionnaires
- Ressources relatives à la recherche :   - The Academic Family Tree
  - Math-Net.Ru
  - Mathematical Reviews
  - Mathematics Genealogy Project
  - Mendeley
  - Publons
  - ResearcherID
  - Royal Society
  - Scopus
  - ZbMATH
- Ressource relative à l'audiovisuel :   - IMDb
- Notices dans des dictionnaires ou encyclopédies généralistes :   - Britannica
  - Brockhaus
  - Den Store Danske Encyklopædi
  - Deutsche Biographie
  - Gran Enciclopèdia Catalana
  - Hrvatska Enciklopedija
  - Internetowa encyklopedia PWN
  - Nationalencyklopedin
  - Munzinger
  - Store norske leksikon
  - Treccani
  - Universalis
  - Visuotinė lietuvių enciklopedija
- Notices d'autorité :   - VIAF
  - ISNI
  - IdRef
  - LCCN
  - GND
  - Japon
  - Pays-Bas
  - Pologne
  - NUKAT
  - Norvège
  - Tchéquie
  - Lettonie
  - WorldCat